# Jan Urban
Jan Urban (Jaworzno, Polònia, 14 de maig de 1962) és un futbolista polonès, ja retirat. Posteriorment ha continuat lligat al món del futbol com a entrenador.

## Trajectòria esportiva

### Com a jugador
Urban va començar la seua carrera esportiva en diferents equips del seu país natal. Primer en l'equip de la seua ciutat, el Victoria Jaworzno, on va jugar la 80-81. A l'any següent fitxa pel Zagłębie Sosnowiec, on s'estaria quatre campanyes. Però, la seua època polonesa més important la va passar a les files del Górnik Zabrze. En aquest club va assolir la internacionalitat i va guanyar tres lligues poloneses i una Supercopa.
El seu bon paper van fer que equips de l'oest d'Europa es fixaren en ell. El 1990, l'Osasuna l'incorpora al seu planter. A Navarra hi jugarà quatre campanyes, fins al descens de l'equip a Segona en la 93/94. Fitxa llavors pel Reial Valladolid, que també ocupa els darrers llocs de Primera Divisió i només se salva per l'afer que va comportar la Lliga de 22. La temporada 1995-96 tanca la seua etapa a la lliga espanyola a les files del CD Toledo, en Segona Divisió.
El 1996 es desplaça a Alemanya, al Vfb Oldenburg, on juga dos anys més abans de retirar-se el 1999 a les files del Górnik Zabrze.

### Com a entrenador
Una vegada penjades les botes, Jan Urban comença la seua trajectòria com a entrenador. El 2004 torna a l'Osasuna com a tècnic del juvenil primer i com a part del primer equip després. El 2007 fitxa com a entrenador del Legia Varsòvia. A més a més, durant l'Eurocopa 2008 va formar part del cos tècnic de l'equip polonès.
El juliol de 2014 va firmar com a entrenador del primer equip del CA Osasuna, que havia descendit la temporada anterior a la segona divisió.

## Selecció polonesa
Urban va ser 57 vegades internacional amb la selecció de Polònia, entre 1985 i 1991. Va marcar set gols. Va formar part del combinat polonès que va acudir al Mundial de Mèxic de 1986.